# Euploea praeelymnias
Euploea praeelymnias är en fjärilsart som beskrevs av Hans Fruhstorfer 1911. Euploea praeelymnias ingår i släktet Euploea och familjen praktfjärilar. Inga underarter finns listade i Catalogue of Life.